# (9866) Kanaimitsuo
(9866) Kanaimitsuo est un astéroïde de la ceinture principale.

## Description
(9866) Kanaimitsuo est un astéroïde de la ceinture principale. Il fut découvert le 15 octobre 1991 à Kiyosato par Satoru Ōtomo. Il présente une orbite caractérisée par un demi-grand axe de 2,17 UA, une excentricité de 0,17 et une inclinaison de 3,0° par rapport à l'écliptique.

## Compléments